# 로보워
로보워(Robowar)는 이탈리아에서 제작된 브루노 마테이 감독의 1988년 영화이다. 렙 브라운 등이 주연으로 출연하였고 프랑코 고덴지 등이 제작에 참여하였다.

## 출연

### 주연
- 렙 브라운
- 캐서린 힉클랜드
- 멜 데이비슨
- 존 P. 둘러니
- 짐 게인즈
- 마시모 바니
- 로마노 푸포
- 클라우디오 프라가소
- 루치아노 피고찌